# Compliance (chanson)
Pour les articles homonymes, voir Compliance.
Singles de Muse
Won't Stand Down
(2022) Will of the People
(2022)
Compliance est le deuxième extrait de Will of the People, neuvième album du trio britannique Muse sorti le 17 mars 2022 après Won't Stand Down en janvier. Il est le 44e single de la discographie du groupe. Il a été enregistré en 2021 au studio Abbey Road à Londres avec le reste de l'album.

## Histoire de la chanson
Un premier extrait vidéo est posté par le groupe et Matt Bellamy sur les réseaux sociaux le 11 mars 2022 et annoncent la date de sortie du single et la pochette une semaine avant la sortie du morceau. La vidéo dévoile également le nom de l'album ainsi que certains titres des morceaux composant l'album,.

## Le morceau

### L'artwork
L'artwork de Compliance représente le groupe posant sur un fond composé du monogramme formé par la superposition des lettres W, O, T et P, initiales du titre de l'album.

### Sonorités et thématiques
Dans une vidéo publiée les 11 mars 2022, le groupe donne une définition au mot compliance : « La compliance est une promesse de sécurité et réconfort qui nous est vendue par les puissants en temps de vulnérabilité. Les gangs, les gouvernements, les démagogues, les réseaux sociaux, les algorithmes et les religions nous séduisent par des tromperies de contrevérités et des fables réconfortantes. Ils veulent nous faire adhérer à leur vision étroite du monde, nous faire obéir et fermer les yeux sur nos propres voix intérieure de la raison et de la compassion. Ils ont juste besoin de notre compliance. »,.
Cette définition donnée par le groupe établit que les entités dites « supérieures » manipulent les foules en modifiant la vision des sociétés, les idées en la modelant à leur propre valeurs, une vision étriquée et non tolérante.
Musicalement, Compliance est un morceau au synthétiseur et batterie. Le style et le rythme du morceau s’approche du style Van Halen, glam rock des années 80-90.

### Remix
Le 21 avril 2023, est publié un remix de Compliance par Purple Disco.

## La vidéo
La vidéo est publiée le 17 mars 2022 sur YouTube. Elle a été réalisée par le réalisateur anglais Jeremi Durand. Elle met en scène les membres du groupe grimés de masques interprétés par six comédiens, trois pour les personnages enfants de Muse et trois pour les personnages adultes. Ils évoluent dans un univers dystopique à l'image du film américain Looper. D'une durée de 3:42, le morceau version clip est légèrement plus courte que la version album (4:10).